# Кондурча
Кондурча — річка в Самарській області і Татарстані, Російська Федерація, правий приток річки Сок. Її довжина становить 294 км (з них 25 км в Республіці Татарстан), сточище — 4,360 км². Має початок в Самарській області і впадає в Сок у Самарській області. Основні притоки Шлама, Липовка. Найбільша мінералізація 700-800 мг/л спостерігається у міста Нурлат.